# Arthur Cohen (Politiker)
Arthur Cohen KC (* 18. November 1830; † 3. November 1914) war ein englischer Rechtsanwalt und Politiker (Liberal Party).
Er wuchs auf in Frankfurt am Main, studierte zunächst am University College London und anschließend am Magdalene College der University of Cambridge. 1872 vertrat er in einem Schiedsprozess in Genf die Interessen Englands in der Alabamafrage im Zusammenhang mit der Alabama und weiteren Schiffen, welche für die Konföderierten Staaten von Amerika Kaperfahrten ausführten.
Er war ab 1874 Kronanwalt und aktiv auch in jüdischen Gemeindeangelegenheiten. Als Nachfolger seines Onkels Moses Montefiore war er Vorsitzender des Board of Deputies of British Jews bis 1894, als er von diesem Amt zurücktrat. Von 1880 bis 1888 vertrat er als Mitglied der Liberal Party den Wahlbezirk Southwark im House of Commons.